# Marius Butunoiu
Marius Butunoiu (n. 22 octombrie 1919, Turtucaia – d. 23 iunie 1999) a fost un sculptor român.
A devenit ofițer în arma geniu și având, în urma liceului, specialitatea de maestru sculptor, a fost șef al Studioului de Arte Plastice al Armatei până la trecerea în rezervă, în 1977.
Este autor a peste 30 de monumente în bronz, marmură și piatră. A fost preocupat și inspirat îndeosebi de personalitățile istorice (Burebista, Decebal, Traian, Basarab I, Mircea cel Bătrân, Bogdan I, Vlad Țepeș, Ștefan cel Mare, Ioan Vodă cel Cumplit, Mihai Viteazul, Dimitrie Cantemir, Aleksandr Suvorov, Alexandru Ioan Cuza ș. a.).
Unele monumente realizate de el, în 1961, și consacrate ostașului român, au fost amplasate inclusiv în Ungaria, în orașele eliberate de armata română în Al Doilea Război Mondial (Miskolc, Nyíregyháza și Hajdúböszörmény), însă cel mai cunoscut este Monumentul eroilor patriei, realizat în 1956-1957 împreună cu Zoe Băicoianu, Ion Dămăceanu și T. N. Ionescu și amplasat în fața Universității Naționale de Apărare din București.

## Distincții
- titlul de Artist Emerit al Republicii Socialiste România (2 noiembrie 1965) „pentru activitate îndelungată și merite deosebite în domeniul creației plastice”[2]
- Ordinul „Meritul Cultural” clasa a III-a (1968) „pentru activitate deosebită în domeniul artelor plastice”[3]
- Ordinul „Meritul Cultural” clasa a II-a (20 august 1984) „pentru contribuția deosebită adusă la înfăptuirea politicii Partidului Comunist Român de făurire a societății socialiste multilateral dezvoltate în patria noastră, cu prilejul celei de-a 40-a aniversări a revoluției de eliberare socială și națională, antifascistă și antiimperialistă”[4]

## Lucrări

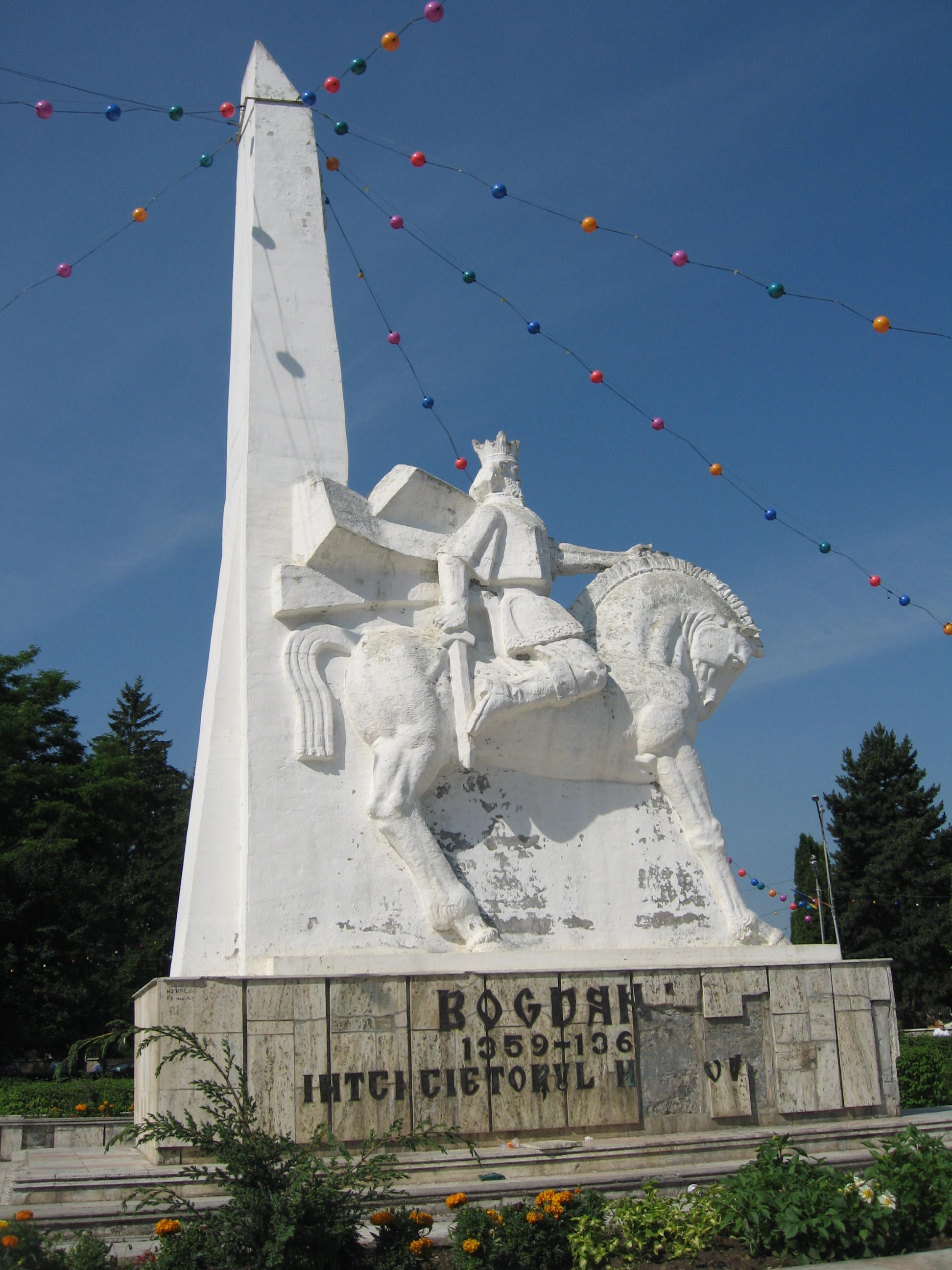
Statuia ecvestră a lui Bogdan I

Statuia ecvestră a lui Mihai Viteazu din Cluj-Napoca

- Statuia ecvestră a lui Bogdan I din Rădăuți, amplasată în 1985 în parcul de vizavi de Mănăstirea Bogdana. Realizată din piatră.
- Bustul lui Ion Vodă, din bronz, a fost înălțat la 20 aprilie 1957 la Jiliște, județul Vrancea, cu prilejul sărbătoririi a 400 de ani de la luptele purtate pe aceste locuri. Monumentul este omagiul pe care românii îl aduc domnitorului Moldovei, care a obținut în anul 1574 o strălucită victorie împotriva oștirii otomane[5].
- Monumentul Eroilor Patriei din București, inaugurat la data de 17 august 1957 în fața clădirii Academiei Militare, în prezent Universitatea Națională de Apărare „Carol I”, opera comună a unui grup de sculptori români, format din colonelul Marius Butunoiu, Zoe Băicoianu, Ion Dămăceanu și T. N. Ionescu.
- Statuia lui Mihai Viteazu din Cluj-Napoca[6],  dezvelită în 1976[1].
- Bustul lui Victor Stănculescu, făcut ca mulțumire pentru că generalul, în calitate de prim-adjunct al ministrului Apărării Naționale și șef al Departamentului de Înzestrare a Armatei, i-a pus la dispoziție bronz și l-a ajutat să facă toate monumentele de la București, Oradea, Arad etc.[7]
- Mormântul lui Mihai Viteazul din Turda, inaugurat pe data de 5 mai 1977, are un obelisc înalt de 1601 cm (evocă anul morții 1601),  confecționat din beton armat, placat cu travertin de Rușchița, montat pe un soclu dreptunghiular din tuf vulcanic. Are trei laturi, simbolizând cele trei principate române unite sub Mihai Viteazul în anul 1601.[8]
- Monumentul eroilor din războiul de independență din Constanța, amplasat în 1985 pe esplanada Casei de Cultură a Sindicatelor. Grupul statuar din bronz, reprezintă un dorobanț la atac și un ofițer cu drapelul într-o mână și cu sabia în cealaltă mână, îndemnând soldatul la luptă. Pe partea superioară a soclului, de formă paralelipipedică, sunt gravate numele localităților: Plevna, Grivița, Rahova și Smârdan. În spatele grupului statuar se înalță o coloană placată cu marmură albă.[9]
- Monumentul eroului român din Miercurea Ciuc, dezvelit la 19 august 1974. Baza monumentului este un piedestal de forma unei prisme dreptunghiulare, din beton placat cu marmură albă, care susține statuia ronde-bosse din bronz a unui infanterist, înaltă de circa 4 m. Ostașul este echipat de luptă și ține deasupra capului, cu ambele mâini, o armă și un drapel de luptă. În spatele statuii se înalță un obelisc placat cu marmură albă.[10] Pe fațada principală a piedestalului este montată o placă metalică cromată pe care este scris: „Glorie eternă ostașilor români care s-au jertfit în luptele pentru eliberarea patriei”[11].
- Statuia generalissimului Aleksandr Suvorov, din satul Dragosloveni, statuie ecvestră, terminată în 1957 și inaugurată în 1959, este, spun cunoscătorii, prima reprezentare ecvestră realizată de un sculptor român[1]. Se află pe un pinten de deal, la intersecția șoselei E 85 cu DJ Dumbrăveni. Este monument istoric, înscris în LMI 2004 cu cod LMI VN-III-m-B-06582[12].
- Bustul lui Decebal din Turnu Severin, dezvelit în 15 mai 1972 cu prilejul sărbătoririi a 1850 de ani de existență a orașului.[13]
- Bustul căpitanului Nicolae Valter Mărăcineanu, din Bacău, în curtea Unității Militare din Str. Ștefan Gușe nr. 2, inaugurat în 1981, monument istoric cod LMI BC-III-m-B-00924.[14]
- Bustul poetului George Topîrceanu, bronz, dezvelit în 1973 la Casa memorială Topîrceanu din Nămăești, Argeș comuna Valea Mare-Pravăț, județul Argeș[15]. Pe soclu sunt așternute ultimele versuri din "Balada morții".[16]

## Literatură
- Șerbu, Alina Ioana: Marius Butunoiu (Monografie), Editura Meridiane, 1983